# D8 (Tsjechië)
De Dálnice 8 is een Tsjechische snelweg tussen de hoofdstad Praag en de Duitse stad Dresden. De weg zorgt er ook voor dat het noordwesten van het land, waaronder de stad Ústí nad Labem beter bereikbaar is geworden. De snelweg sluit bij Zinnwald aan op de Duitse A17 en is onderdeel van de Europese weg 55.
D 0 ·
D 1 ·
D 2 ·
D 3 ·
D 4 ·
D 5 ·
D 6 ·
D 7 ·
D 8 ·
D 10 ·
D 11 ·
D 35 ·
D 43 ·
D 46 ·
D 48 ·
D 49 ·
D 52 ·
D 55 ·
D 56